# يوساب الأول (بابا الإسكندرية)
يوساب الأول أو يوسف الأول، بابا الإسكندرية وبطريرك الكرازة المرقسية للأقباط الأرثوذكس رقم 52، أصله من مدينة منوف. وأقام بطريركاً 17 سنة و11 شهراً ويومان، في الفترة من 18 نوفمبر 831 حتى 20 أكتوبر 849 م، وتوفي. وخلا الكرسي بعده لمدة شهراً واحداً فقط.